# Синг Стрит
«Синг Стрит» (англ. Sing Street) — музыкальная комедия-драма 2016 года режиссёра и сценариста Джона Карни. Премьера картины состоялась на Кинофестивале «Сандэнс» 24 января 2016 года. Фильм был номинирован на премию «Золотой глобус» в номинации «лучший фильм — комедия или мюзикл».

## Сюжет
Действие происходит в 1985 году в Дублине. Родители Конора Лоулора находятся на грани развода. Помимо этого его семья испытывает финансовые проблемы, и родители решают перевести Конора из платной школы в бесплатную религиозную школу. В учебном заведении управляющий Бакстер заставляет Конора до конца дня ходить без ботинок, поскольку он пришёл в школу в коричневых ботинках вместо установленных правилами чёрных. Конор вступает в конфликт со скинхедом Барри, что приводит его к знакомству с Дэрреном. Конор знакомится с мечтающей стать моделью девушкой Рафиной и, чтобы произвести на неё впечатление, говорит ей, что ему нужна модель для съёмок музыкального видео, которое снимает его группа. Дэррен соглашается стать менеджером группы и знакомит его с мультиинструменталистом Имоном, после чего они находят других музыкантов и решают назвать группу «Sing Street».
Группа начинает играть каверы на песни 80-х годов дома у Имона. Брат Конора Брендан советует им не тратить время на каверы и начать сразу работать над своим стилем, и Конор начинает писать песни вместе с Имоном. Группа записывает первый клип к песне «The Riddle of the Model», а Рафина выступает в качестве визажиста. На следующий день Конор приходит в школу в макияже, после чего Бакстер вызывает его к себе в кабинет и требует удалить макияж. Конор отказывается, и Бакстер силой тащит его в туалет и умывает его. Группа продолжает писать новые песни, и после записи следующего видео Рафина и Конор обмениваются поцелуем. Позднее они вдвоём отправляются на лодке на остров, где наблюдают за паромом, отправляющимся в Великобританию, и обсуждают мечту Рафины покинуть Ирландию и отправиться в Лондон. В это же время отношения его родителей продолжают ухудшаться.
Группа готовится снять клип к следующей песне «Drive It Like You Stole It» в стиле сцены из фильма «Назад в будущее», но Рафина не приходит на съёмки. Позднее Рафина говорит, что планировала в тот день уехать в Лондон со своим другом, но он её бросил. Конор решает разорвать отношения с Рафиной, что, вместе с семейными проблемами, выводит его из колеи и ему не удаётся писать новые песни. Брендан уговаривает его продолжать, чтобы хотя бы у него было будущее. У группы появляется возможность сыграть вживую на школьной вечеринке в конце года. Конор также мирится с Барри, предложив ему помогать с концертами группы в качестве роуди.
Конор пишет новую песню «Brown Shoes», которую группа исполняет в конце программы, раздавая бумажные маски с лицом Бакстера. Рафина приходит перед тем, как группа заканчивает исполнять песню, они с Конором мирятся и вместе покидают вечеринку. Они решают попрощаться с семьей и уговаривают Брендана отвезти их, чтобы они смогли отправиться на лодке в Лондон. Брендан соглашается и отвозит их к причалу. Конор и Рафина уплывают на лодке в открытое море.

## В ролях
- Фердия Уолш-Пило — Конор Лоулор
- Люси Бойнтон — Рафина
- Джек Рейнор — Брендан Лоулор
- Мария Дойл-Кеннеди — Пенни Лоулор
- Эйдан Гиллен — Роберт Лоулор
- Келли Торнтон — Энн Лоулор
- Марк МакКенна — Имон
- Йен Кенни — Барри
- Бен Керолан — Дэррен
- Перси Чамбурука — Нгиг
- Дон Вичерли — отец Бакстер

## Критика
Фильм получил в основном положительные оценки кинокритиков. На сайте Rotten Tomatoes рейтинг картины составляет 95 % на основе 196 рецензий критиков со средней оценкой 8 из 10. На сайте Metacritic фильм получил оценку 79 из 100 на основе 38 рецензий, что соответствует статусу «в основном положительные отзывы».
Марк Кермод дал фильму оценку 4 из 5, отметив, что «когда речь заходит о запечатлении странной и романтичной магии создания музыки, мало кто из режиссёров способен сделать это лучше, чем Джон Карни».